# IEEE 802.20
IEEE 802.20 lub Mobilny Szerokopasmowy Bezprzewodowy Dostęp  ( z ang. MBWA – Mobile Broadband Wireless Access) był specyfikacją standardu stowarzyszenia inżynierów Instytutu Elektryków i Elektroników (z ang. Institute of Electrical and Electronics Engineers – IEEE) dla mobilnego, bezprzewodowego dostępu do Internetu. Główny standard został opublikowany w 2008. Rozwój standardu MBWA został zakończony.
iBurst oficjalnie zamknęła działalność 20 lipca 2017 roku, mimo to niektóre obszary w kraju wciąż są aktywne, jednak powinny być zamknięte do końca 2017 roku. Użytkownicy mieli możliwość zatrzymać swoje adresy i skrzynki pocztowe. iBurst utrzymuje swój zespół pracowniczy, jednak i w tym wypadku ma on istnieć do końca 2017 roku (nie ma żadnych informacji co do kwestii pozostałych adresów z iBurst).
Ta szerokopasmowa, bezprzewodowa technologia jest również znana I promowana jako iBurst (lub HC-SDMA  z ang. High Capacity Spatial Division Multiple Access czyli wysoko-pojemnościowy wielodostęp z podziałem przestrzennym). Został pierwotnie opracowany przez ArrayComm i optymalizuje wykorzystanie jego przepustowości za pomocą inteligentnych anten. Kyocera jest producentem urządzeń iBurst.

## Opis

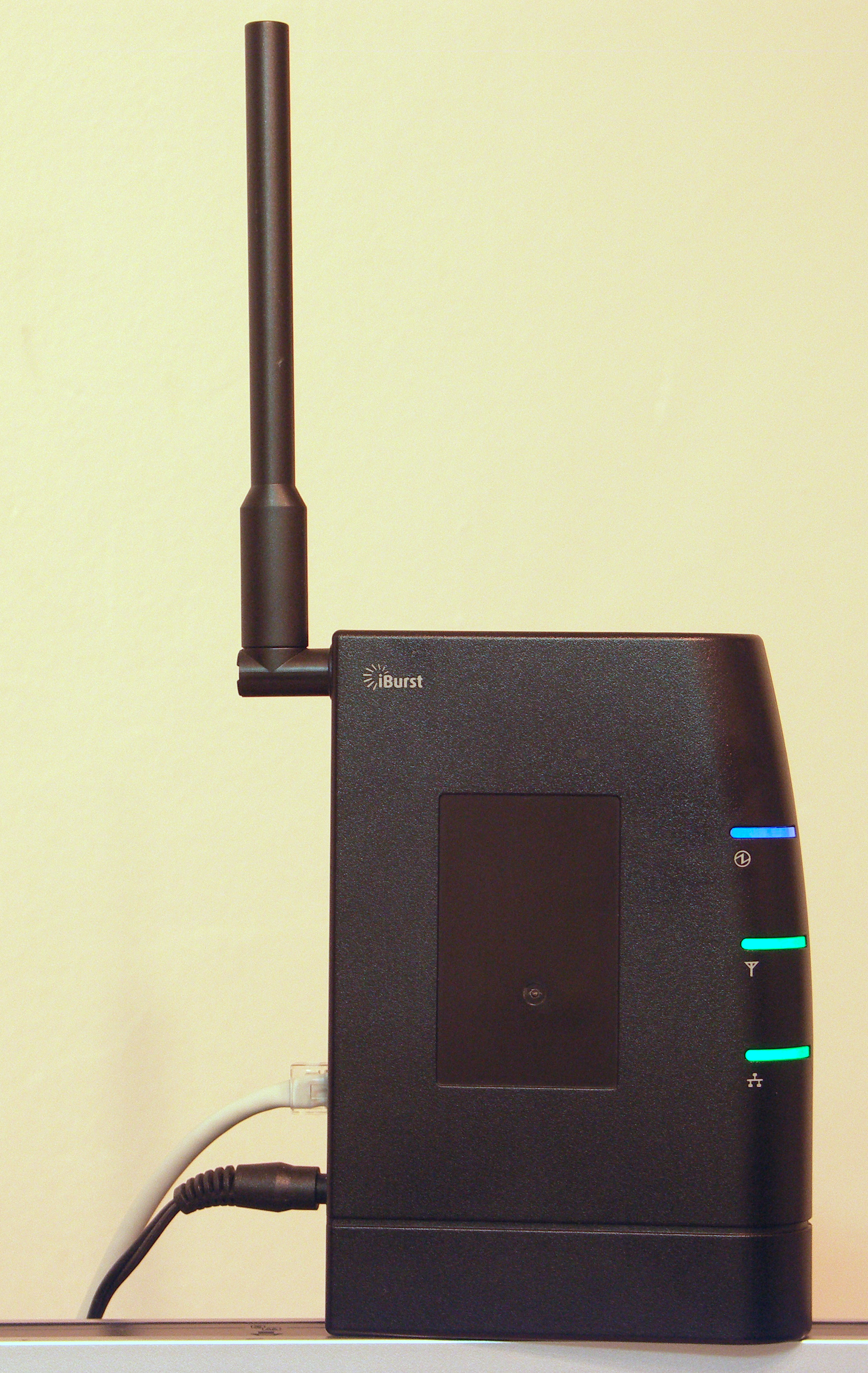
Bezprzewodowy modem iBurst firmy Kyocera w 2008 roku dla IEEE 802.20

iBurst jest systemem mobilnego, szerokopasmowego dostępu do Internetu, który był pierwotnie opracowany przez ArrayCom, ogłoszony jako partner Sony w kwietniu 2000 roku. Został przyjęty jako High Capacity – Spatial Division Multiple Access (HC-SDMA) standard interfejsu radiowego (ATIS-0700004-2005) przez ATIS (Alliance for Telecommunications Industry Solutions). Standard ten był przygotowywany przez podkomitet bezprzewodowej sieci szerokopasmowej ATIS i zaakceptowany jako amerykański standard krajowy w 2005 roku.
HC-SDMA został ogłoszony zgodnie z oceną ISO TC204 WG16 dla architektury ciągłych standardów komunikacyjnych, znanych jako Komunikacja, interfejs powietrzny, długi i średni zasięg (Communications, Air-interface, Long and Medium range – CALM), którą ISO opracowuje dla inteligentnych systemów transportowych (Intelligent Transport Systems – ITS). ITS mogą obejmować aplikacje dla bezpieczeństwa publicznego, zarządzania przeciążeniami sieci podczas incydentów drogowych, automatycznych budek pobierania opłat i innych. W 2005 roku nawiązano oficjalną łączność między WTSC i ISO TC204 WG16.
Interfejs HC-SDMA dostarcza rozległe, szerokopasmowe, bezprzewodowe połączenie danych dla urządzeń stacjonarnych, przenośnych i mobilnych. Protokół został zaprojektowany do implementacji za pomocą inteligentnych technik tablic antenowych (nazywanych jako MIMO – multiple-input multiple-output) aby poprawić pokrycie częstotliwością radiową (RF), pojemność i wydajność systemu. W styczniu 2006, IEEE 802.20 Mobile Broadband Wireless Access Working Group przyjęła propozycję technologii, która obejmowała wykorzystanie standardu HC-SDMA dla trybu dupleksowego (TDD) o częstotliwości 625 kHz. Jedyny kanadyjski sprzedawca działa z częstotliwością 1,8 GHz.

## Opis techniczny
Interfejs HC-SDMA działa na podobnym założeniu, jak telefony komórkowe, przekazuje pomiędzy komórkami HC-SDMA wielokrotnie zapewniającymi użytkownikowi bezproblemowy, bezprzewodowy dostęp do Internetu, nawet gdy poruszają się z prędkością samochodu lub pociągu.
Korzyści standardu:
- Roaming IP i przekazanie połączenia (z prędkością powyżej 1 Mbit/s)
- Nowy MAC i PHY z IP i antenami adaptacyjnymi
- Zoptymalizowany do pełnej mobilności przy prędkości pojazdu 250 km/h
- Działa w licencjonowanych pasmach częstotliwości (poniżej 3,5 GHz)
- Używa architektury pakietowej
- Niskie opóźnienia

Niektóre szczegóły techniczne:
- Szerokość pasma wynosi 5, 10 lub 20 MHz.
- Szybkość transmisji sięgająca do 80 Mbit/s.
- Wydajność spektralna powyżej 1 bit / s / Hz przy użyciu technologii MIMO.
- Warstwowe przeskakiwanie częstotliwości przydziela nośniki OFDM do niemalże bliskich, średnich i odległych słuchawek, poprawa SNR (działa najlepiej dla SISO).
- Obsługuje niskie stawki bitowe, zapewniając możliwość wykonywania do 100 połączeń telefonicznych na MHz.
- Zawiera hybrydowy ARQ z maksymalnie 6 transmisjami i kilkoma opcjami przeplatania.
- Podstawowy okres ważności wynosi 913 mikrosekund oraz posiada 8 symboli OFDM.
- Jeden z pierwszych standardów obsługujących zarówno TDM (FL, RL), jak i (FL, RL).

Protokół:
- określa parametry stacji bazowej i urządzenia RF, w tym poziomy mocy wyjściowej, częstotliwości nadawania, błąd synchronizacji, kształtowanie impulsów, zakłócenia pozapasmowe, wrażliwość odbiornika i selektywność;
- definiuje powiązane struktury ramek dla różnych typów serii, w tym standardowego ruchu łącza zwrotnego i łącza w dół, typów stronicowania i transmisji;
- określa modulację, korekcję błędów do przodu, przeplatanie i szyfrowanie dla różnych typów impulsów;
- opisuje różne kanały logiczne (rozgłaszanie, przywoływanie, dostęp losowy, konfiguracja i kanały ruchu) oraz ich role w nawiązywaniu komunikacji za pośrednictwem łącza radiowego;
- określa procedury odzyskiwania po błędzie i ponawiania próby.

Protokół obsługuje również mechanizmy Layer 3 (L3) do tworzenia i kontrolowania połączeń logicznych (sesji) między urządzeniem klienta a bazą, w tym rejestrację, start strumienia, kontrolę mocy, przełączanie, adaptację łącza i zamknięcie strumienia, a także mechanizmy L3 dla urządzenia klienckiego tj. uwierzytelnianie i bezpieczna transmisja na łączach danych. Obecnie wdrożone systemy iBurst umożliwiają łączność do 2 Mbit / s dla każdego urządzenia abonenckiego. Z tego wynika, że w przyszłości pojawią się możliwości aktualizacji oprogramowania układowego, aby zwiększyć te prędkości do 5 Mbit / s, zgodnie z protokołem HC-SDMA.

## Historia
Grupa robocza 802.20 została zaproponowana w odpowiedzi na produkty wykorzystujące technologię pierwotnie opracowaną przez ArrayComm, sprzedawaną pod marką iBurst. Alliance for Telecommunications Industry Solutions przyjęła iBurst jako ATIS-0700004-2005. Grupa robocza mobilnego dostępu szerokopasmowego (MBWA) została zatwierdzona przez IEEE Standards Board w dniu 11 grudnia 2002 r. W celu przygotowania formalnej specyfikacji dla interfejsu lotniczego opartego na pakietach, zaprojektowanego dla usług opartych na protokole internetowym.
W dniu 8 czerwca 2006 r. Rada ds. Standardów IEEE-SA nakazała tymczasowe zawieszenie wszystkich działań grupy roboczej 802.20 do 1 października 2006 r. Decyzja ta została podjęta na podstawie skarg dotyczących braku przejrzystości oraz tego, że przewodniczący grupy, Jerry Upton, faworyzował Qualcomm. Decydujący ]krok nastąpił po tym, jak inne grupy robocze zostały również poddane powiązanym zarzutom dużych firm, które podważały standardowy proces. Intel i Motorola złożyły odwołania, twierdząc, że nie miały czasu na przygotowanie propozycji. Twierdzenia te zostały cytowane w pozwie w 2007 r. Złożonym przez Broadcom przeciwko Qualcomm.
15 września 2006 r. Rada ds. Standardów IEEE-SA zatwierdziła plan umożliwiający grupie roboczej przejście do zakończenia i zatwierdzenia przez reorganizację. Przewodniczącym spotkania w listopadzie 2006 roku był Arnold Greenspan. W dniu 17 lipca 2007 r. Komitet Wykonawczy IEEE 802 wraz z Komitetem Nadzoru 802.20 zatwierdził zmianę w głosowaniu w grupie roboczej 802.20. Zamiast głosowania na osobę, każdy podmiot miałby jeden głos.
12 czerwca 2008 r. IEEE zatwierdziło standard podstawowy, który miał zostać opublikowany. Dodatkowe standardy wspierające obejmowały IEEE 802.20.2-2010, oświadczenie o zgodności protokołu, 802.20.3-2010, minimalną charakterykę działania, poprawkę 802.20a-2010 dla Bazy Informacyjnej Zarządzania i pewne poprawki oraz poprawkę 802.20b-2010 w celu wsparcia pomostów.
Standard 802.20 został poddany hibernacji w marcu 2011 r. Z powodu braku aktywności.
W 2004 r. Utworzono inną bezprzewodową grupę standardową o nazwie IEEE 802.22 dla bezprzewodowych sieci regionalnych wykorzystujących nieużywane częstotliwości stacji telewizyjnych. Próby, takie jak te w Holandii przeprowadzone przez T-Mobile International w 2004 roku, zostały ogłoszone jako "Pre-standard 802.20". Bazowały one na ortogonalnej technologii multipleksowania z podziałem częstotliwości, znanej jako FLASH-OFDM, opracowanej przez Flarion (od 2006 r. Należącej do Qualcomm). Jednak inni dostawcy usług wkrótce przyjęli 802.16e (mobilna wersja WiMAX).
We wrześniu 2008 r. Stowarzyszenie Branży Radiowej i Przedsiębiorstw w Japonii przyjęło standard 802.20-2008 jako ARIB STD-T97. Kyocera sprzedaje produkty obsługujące standard pod nazwą iBurst. W marcu 2011 r. Kyocera zgłosiła 15 operatorów oferujących usługi w 12 krajach.

## Użytek komercyjny
Na rynku dostępne są już różne opcje zastosowania, za pomocą:
- Komputera stacjonarnego z portami USB i Ethernet (z zewnętrznym zasilaniem)
- Przenośnego modemu USB (za pomocą zasilacza USB)
- Modemu laptopa (Karta PC)
- Bezprzewodowej bramu lokalnej
- Mobilnego szerokopasmowego routera

iBurst był komercyjnie dostępny w 12 krajach w 2011 roku, w tym w Azerbejdżanie, Libanie i Stanach Zjednoczonych.
iBurst (Pty) Ltd rozpoczęła działalność w RPA w 2005 roku.
iBurst Africa International świadczyła usługi w Ghanie w 2007 r., a następnie w Mozambiku, Demokratycznej Republice Konga i Kenii.
MoBif Wireless Broadband Sdn Bhd, uruchomił usługę w Malezji w 2007 roku, zmieniając nazwę na iZZinet. Dostawca zaprzestał działalności w marcu 2011.
W Australii, Veritel i Personal Broadband Australia (spółka zależna od Commander Australia Limited) oferowały usługi iBurst, jednak obie zostały zlikwidowane po wzroście usług transmisji danych 3.5G i 4G. BigAir przejął klientów iBurst firmy Veritel w 2006 r. i zamknął usługę w 2009 r. Usługa Personal Broadband Australia iBurst została zamknięta w grudniu 2008 r